# Plagiothecium gracile
Plagiothecium gracile là một loài Rêu trong họ Plagiotheciaceae. Loài này được (Jedl.) Jedl. miêu tả khoa học đầu tiên năm 1950.